# Wellington (division sénatoriale canadienne)
Ne doit pas être confondu avec Wellington (conseil législatif).
Division du Sénat du Canada
Wellington est une division sénatoriale du Canada.

## Description
Son territoire correspond approximativement à la région administrative de l'Estrie et d'une partie du Centre-du-Québec.

## Liste des sénateurs
| Mandat | Mandat                                                          | Sénateur                  | Parti        | Nommé par           |
| ------ | --------------------------------------------------------------- | ------------------------- | ------------ | ------------------- |
|        | 23 octobre 1867 - 1er octobre 1872                              | John Sewell Sanborn       | Libéral      | Proclamation royale |
|        | 17 octobre 1872 - 12 août 1903                                  | Matthew Henry Cochrane    | Conservateur | Macdonald           |
|        | 5 mars 1904 - 10 mai 1926                                       | William Mitchell          | Libéral      | Laurier             |
|        | 25 juin 1926 - 3 mai 1932                                       | Wilfrid Laurier McDougald | Libéral      | King                |
|        | 6 octobre 1932 - 16 novembre 1938                               | Albert Joseph Brown       | Conservateur | Bennett             |
|        | 9 février 1940 - 25 mars 1964                                   | Charles Benjamin Howard   | Libéral      | King                |
|        | 8 juillet 1966 - 1er mai 1980                                   | Paul Desruisseaux         | Libéral      | Pearson             |
|        | 20 avril 1983 - 21 juin 1998                                    | Jacques Hébert            | Libéral      | P. Trudeau          |
|        | 17 septembre 1998 - 26 août 2008                                | Aurélien Gill             | Libéral      | Chrétien            |
|        | 8 janvier 2009 - 10 janvier 2043 (date de retraite obligatoire) | Leo Housakos              | Conservateur | Harper              |